# 1729 în literatură
Anul 1729 în literatură a implicat o serie de evenimente și cărți noi semnificative.  